# 新德里火車站
新德里站（英語：New Delhi metro station），車站代码NDLS，是印度首都新德里的主要鐵路車站。按照列車頻率，新德里站是全國第四繁忙的鐵路車站，僅次於坎普爾、維傑瓦亞達交匯以及德里交匯，同時是印度按乘客量最繁忙的鐵路車站。 每日有185班次列車始發、終到或通過車站，以16個月台處理每日50萬名乘客。新德里站與坎普爾中央站共同保持着最大的路線聯鎖系統，48個。此站距離位於中德里的康諾特廣場以北約2公里。
多數東行和南行的列車以新德里為起點，不過部分前往印度其他地區的列車也有觸及此站。多數沙塔比特快以此站始發終到。同時也是拉傑塔尼特快的樞紐，令此站成為印度鐵路最大和最繁忙的鐵路車站。
一共有427班客車在新德里始發、終到或通過。透過269班客車，印度全國有867個車站與新德里站直接連結。

## 德里地鐵
新德里站同時也有德里地鐵黃線的新德里站服務，以及德里機場地鐵特快（橙線），並與英迪拉·甘地國際機場連接，並進一步連接藍線。

## 圖片

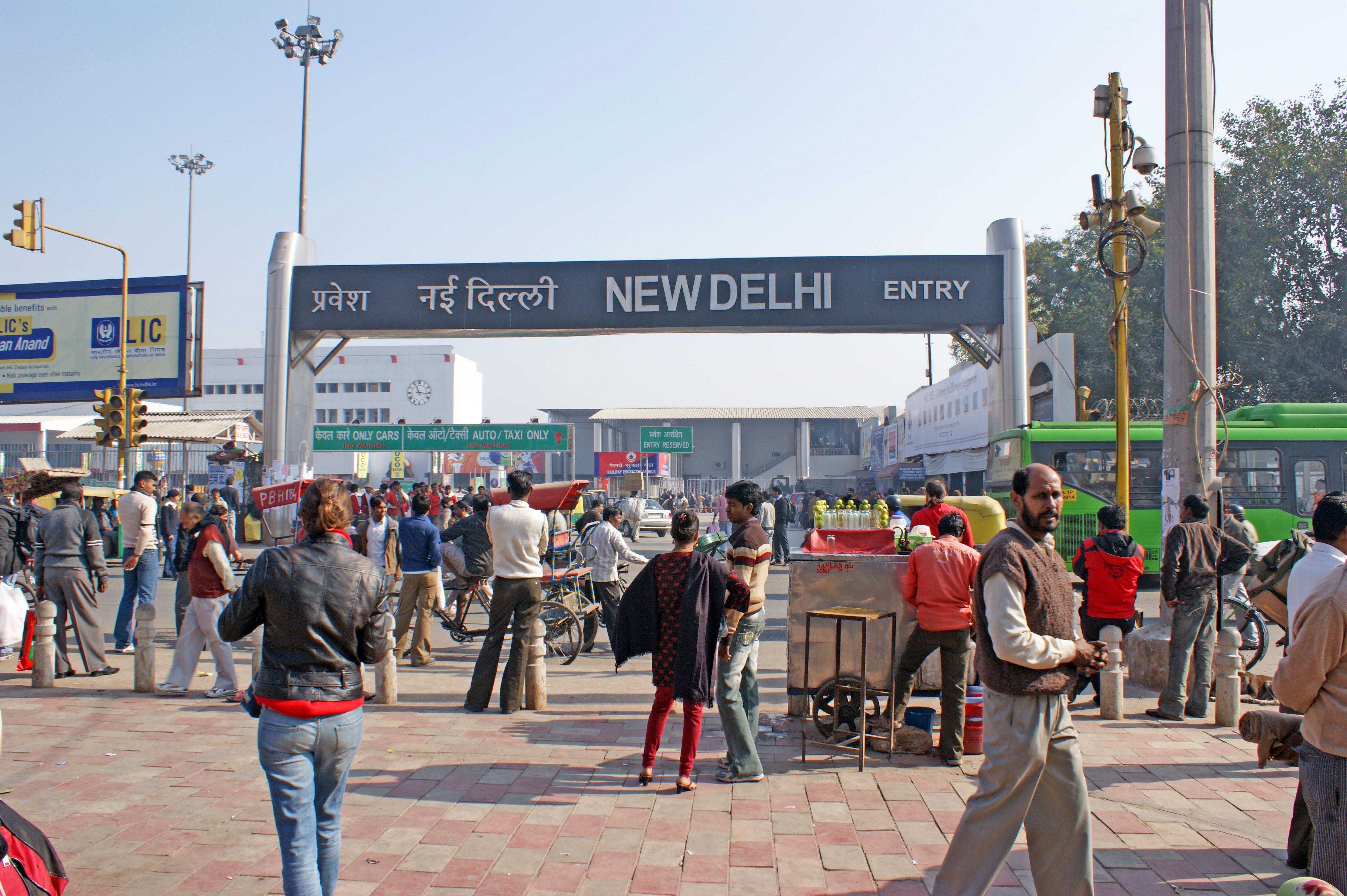
车站入口
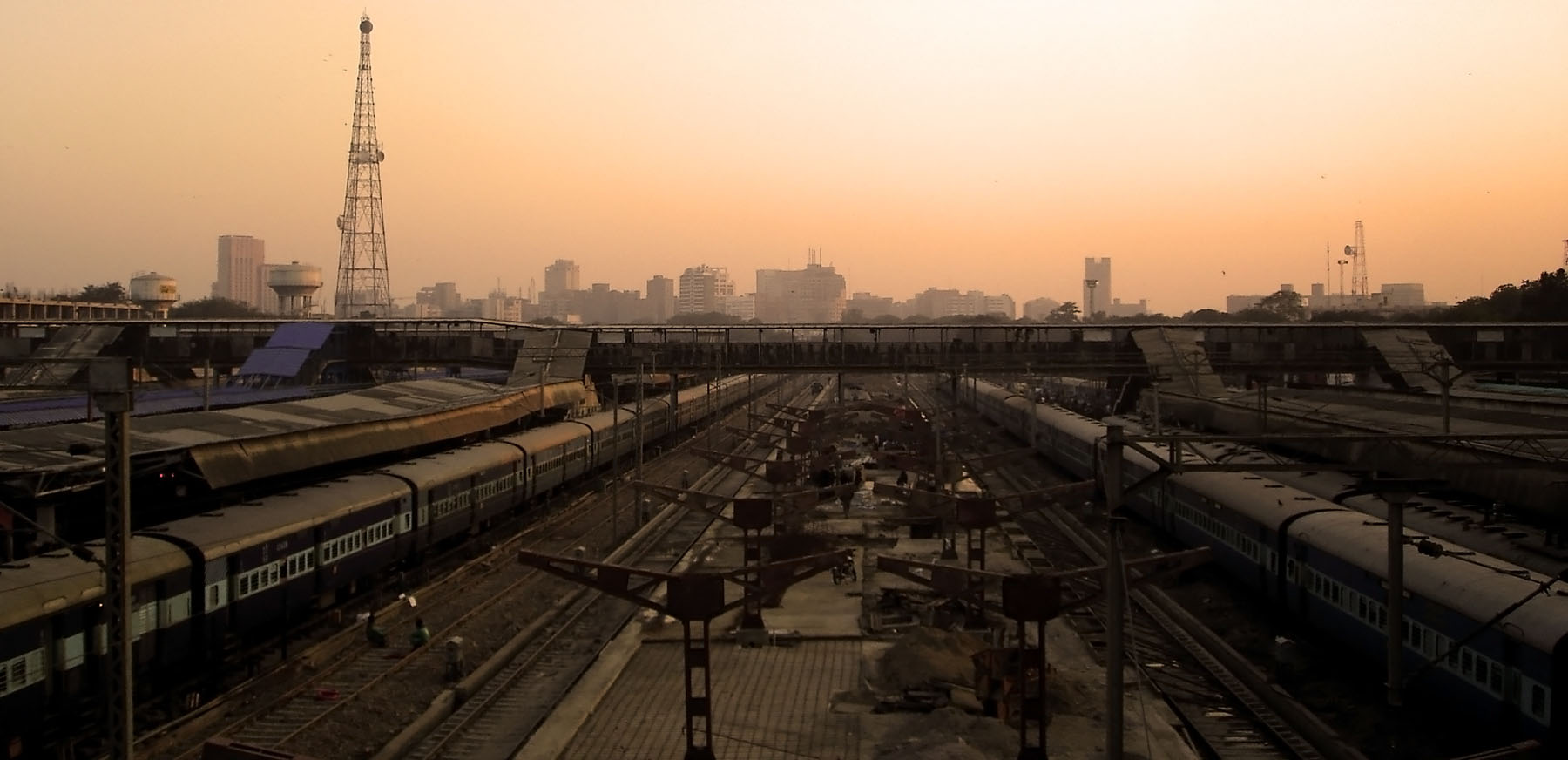
新德里站的天際線
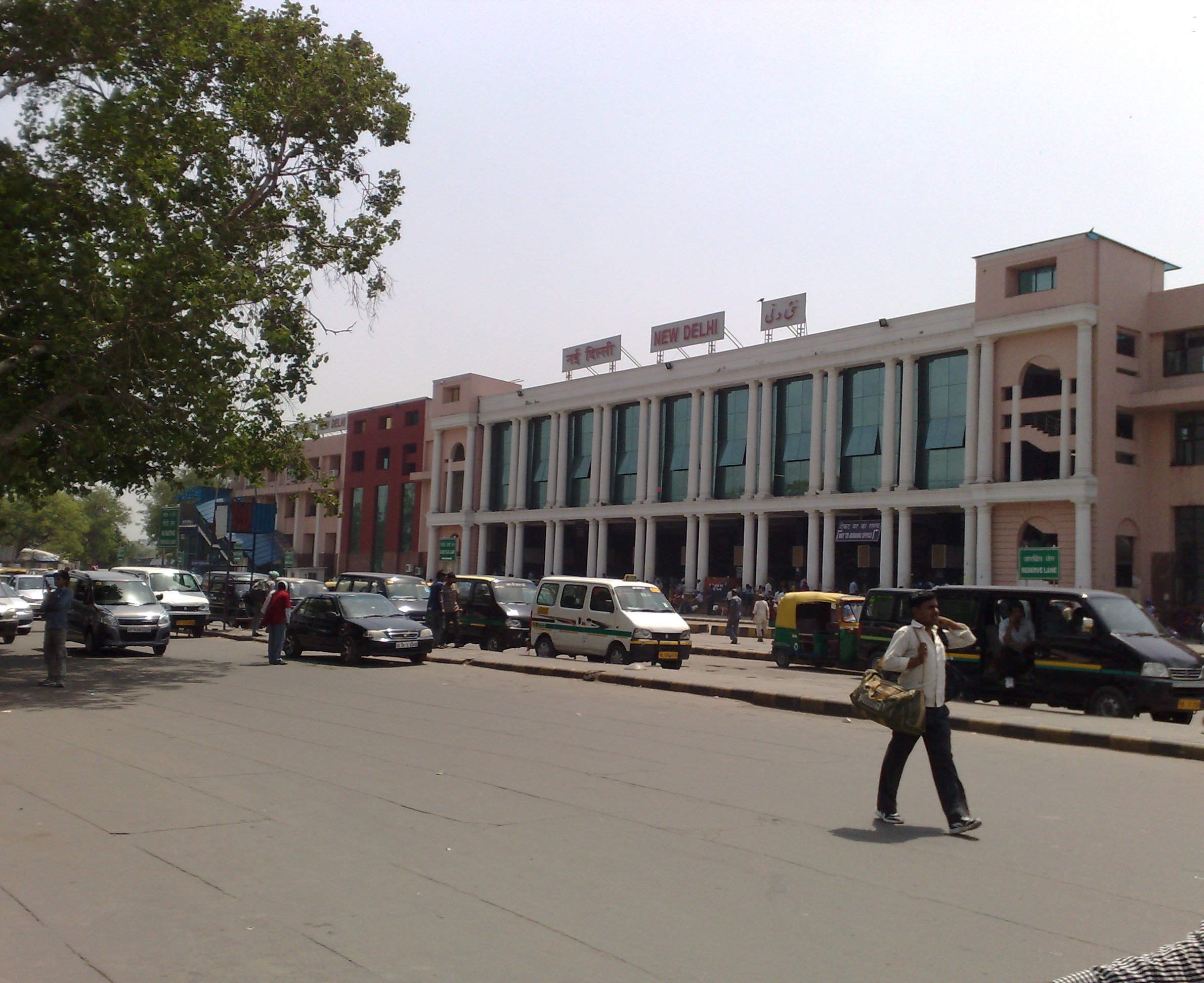
新德里站16號月台入口
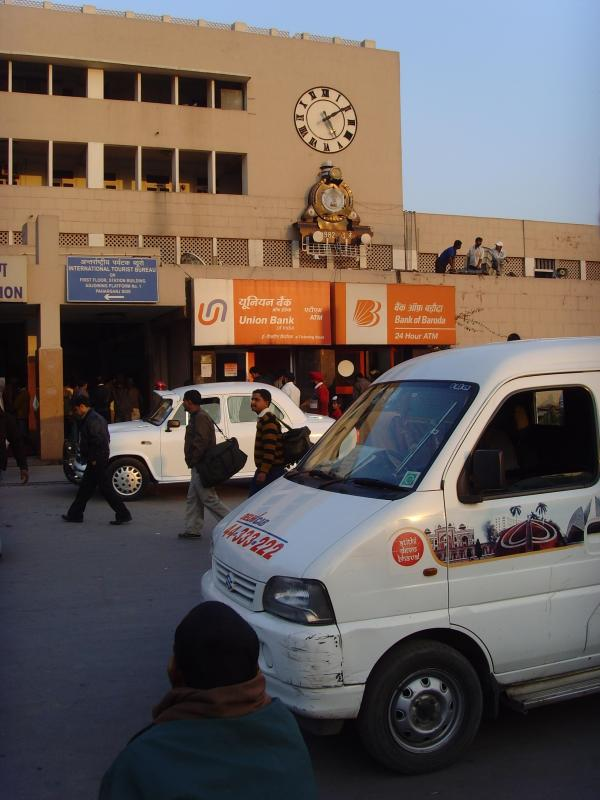
新德里站國際旅遊局

## 外部連結
- New Delhi Railway Station map （页面存档备份，存于）
- Delhi Railway Station Schedule[永久]
- Erailway official webpage （页面存档备份，存于）